# Halász Zoltán (író)
Halász Zoltán (Budapest, 1914. december 31. – Budapest, 2007. március 22.) magyar újságíró, író, művelődéstörténész.

## Életpályája
Halász Izrael kalapgyári tisztviselő és Partos Margit (1892–1961) fiaként született. A budapesti Pázmány Péter Tudományegyetemen (ma Eötvös Loránd Tudományegyetem) végzett jogot 1938-ban. Pályáját a Magyar Általános Hitelbank tisztviselőjeként kezdte, de hamar otthagyta, s elment munkatársnak a Magyar Hírlaphoz. A második világháború alatt többször behívták munkaszolgálatra. 1945-től az MTI munkatársaként dolgozott. 1947-ben ő volt az MTI római tudósítója, s ebben a minőségében munkatársa volt a Magyar Rádiónak, a Művelt Népnek és a Magyar Bulletinnek. 1950 és 1955 között állástalan volt, fordításokból tartotta fenn magát. 1955-ben bekerült a Corvina Könyvkiadóhoz, a Corvina Könyvkiadó és Boldizsár Iván által alapított és szerkesztett The New Hungarian Quarterly című Budapesten kiadott angol nyelvű folyóirathoz ment főszerkesztő-helyettesnek. Innen vonult nyugdíjba 75 éves korában, 1989-ben. Sem az írást, sem a szerkesztést nem hagyta abba, 1993-tól az Encyclopædia Britannica magyar változatát szerkesztette: Encyclopædia Britannica Hungarica, majd a Budapest Sun munkatársa. Regényein kívül írt ismeretterjesztő könyveket, útikönyveket, fotóalbumokat készített Budapest és Magyarország idegenforgalmi nevezetességű helyeiről. A Gundel Étteremnek is „helytörténésze” volt, szakácskönyveket is szívesen írt.
Érdeklődése több irányba mutatott, rengeteg tapasztalatra tett szert, szinte az egész világot bejárta. Az irodalmi, földrajzi, történelmi, a kultúrtörténeti, idegenforgalmi, gasztronómiai vonatkozások mind megjelennek cikkeiben és köteteinek hasábjain. Stílusa mesélő, magával ragadó. Nem véletlenül írta az alábbiakat róla Esterházy Péter:

„Van, aki az irodalomhoz ért, más a történelemhez, van, aki a gasztronómiához, van, aki utazni tud, van, aki művelt - Ő, ezt együtt hozza, elegánsan és tárgyszerűen és mindig érdekesen: mesél, mesél. Aki ételről, étteremről, ízekről (satöbbi!) ír, az mindenki Halász-tanítvány.”

– Esterházy Péter

## Kötetei (válogatás)
- Budapest - Pilis - Vértes - Gerecse. Budapest: Panoráma. 1959.
- Budapest felfedezése. Budapest: Gondolat. 1959.
- Magyarország: Kézikönyv. Budapest: Magyarok Világszövetsége. 1966.
- Romvárosok a sivatagban : Stein Aurél belső-ázsiai utazásai. Budapest: Móra. 1966.
- A szenvedély arca. Budapest: Corvina. 1968.
- szerk: Budapest. Budapest: Corvina. 1969.
- Bonfini tanár úr. Budapest: Móra. 1971.
- Gasztronómiai kalandozások Európában. Budapest: Panoráma. 1974.
- Budavári farsang. Bratislava Budapest: Magvető. 1976.
- Így élt Pasteur. Budapest: Móra. 1976.
- A kancellár esténként a császárnál teázik. Budapest: Magvető. 1980.
- Magyarország. A felvételeket készítette Balla Demeter et al. Budapest: Corvina. 1980.
- Balatoni ízek. Hemző Károly fotóival; a receptmellékletet Lajos Mari írta. Budapest: Corvina. 1988.
- Székely Ildikó: Borkönyv. Fényképezte Schäffer László. Budapest: Agrárinformációs Vállalat. 1989.
- 350 világhírű recept. Budapest: Ciceró. 1991.
- Gundel 1894-1994. Láng György. (hely nélkül): Helikon. 1993.
- Herzl. Budapest: M. Világ. 1995.
- "Ujjé, a ligetben..." : Városligeti kalauz. A fényképeket Borbíró László et al. kész. Budapest: Helikon. 1996.
- Budapest, Fővárosi Állat- és Növénykert. Budapest: Tájak, Korok, Múzeumok Egyesület. 1996.
- Budapest: Fővárosi Állat- és Növénykert. Budapest: TKM Egyesület. 1996.
- Balaton és vidéke: Történelmi séta. A felvételeket kész. Bérczi Lóránt et al. Budapest: Corvina. 2003.
- Étel és irodalom: Történelmi mesék és receptek. Budapest: Napi Gazdaság. 2003.
- Balaton és vidéke: Történelmi séta. A felvételeket kész. Bérczi Lóránt et al. Budapest: Corvina. 2003.
- Utazás Kulináriába avagy kultúrtörténeti kalandozás az ízek világában számtalan különleges recepttel. Budapest: Corvina. 2007.  [6]
- Rund um den Balaton. Im Spiegel der Zeit (Balaton és vidéke); németre ford. Liane Dira; Corvina, Bp., 2009
- Balaton and its environs. A walk through history (Balaton és vidéke); angolra ford. Susan Sullivan; Corvina, Bp., 2009

## Társasági tagság
- Magyar Írószövetség tagja

## Díjai, elismerései
- Szocialista Kultúráért
- A Munka Érdemrend ezüst fokozata
- A Magyar Népköztársaság Csillagrendje (1985)
- Krúdy Gyula Alapítvány díja (1993)